# Eamon Ryan
Eamon Ryan, irl. Éamon Ó Riain (ur. 28 lipca 1963 w Dublinie) – irlandzki polityk, Teachta Dála, w latach 2007–2011 oraz 2020–2025 minister, w latach 2011–2024 lider Partii Zielonych.

## Życiorys
Stworzył i prowadził własne firmy związane z turystyką rowerową. Eamon Ryan jest żonaty, ma czwórkę dzieci.
W 1997 bez powodzenia ubiegał się o miejsce w Seanad Éireann. W wyborach samorządowych w 1999 został wybrany na radnego Rathmines, w 2002 po raz pierwszy zdobył mandat posła do Dáil Éireann, w 2007 z powodzeniem ubiegał się o reelekcję. 14 czerwca 2007, po wejściu Zielonych do koalicji rządowej z Fianna Fáil i Progresywnymi Demokratami otrzymał stanowisko ministra komunikacji, energii i zasobów naturalnych. Opuścił gabinet 23 stycznia 2011, gdy Zieloni zerwali koalicję, co było częścią szerszego kryzysu gabinetowego w Irlandii. W wyborach parlamentarnych w 2011 nie udało mu się uzyskać poselskiej reelekcji.
W tym samym roku został liderem irlandzkich Zielonych. W 2016 powrócił do niższej izby irlandzkiego parlamentu (reelekcja w 2020). Po wyborach parlamentarnych w 2020 jego ugrupowanie współtworzyło zawarło porozumienie koalicyjne z Fianna Fáil i Fine Gael, które w czerwcu tegoż roku zostało zaaprobowane przez działaczy wszystkich trzech ugrupowań. 27 czerwca 2020 Eamon Ryan wszedł w skład gabinetu Micheála Martina, w którym został ministrem środowiska, klimatu i komunikacji oraz ministrem transportu. Pozostał na tych stanowiskach w grudniu 2022, gdy na czele rządu zgodnie z porozumieniem koalicyjnym stanął Leo Varadkar. Utrzymał je również w utworzonym w kwietniu 2024 gabinecie Simona Harrisa.
W lipcu 2024 na stanowisku lidera Partii Zielonych zastąpił go Roderic O’Gorman. Z styczniu 2025 zakończył pełnienie funkcji ministra.